# Baharu (Blang Pidie)
Baharu is een bestuurslaag in het regentschap Aceh Barat Daya van de provincie Atjeh, Indonesië. Baharu telt 960 inwoners (volkstelling 2010).